# تیم ملی هاکی روی یخ مردان ارمنستان
تیم ملی هاکی روی یخ مردان ارمنستان (انگلیسی: Armenia men's national ice hockey team) تیم ملی هاکی روی یخ ارمنستان می‌باشد. این تیم تورنمت گروه بی دسته سوم مسابقات قهرمانی جهان سال ۲۰۱۰ را میزبانی نمود. این تیم فدراسیون هاکی روی یخ ارمنستان مدیریت می‌شود.

## آمار مسابقات قهرمانی جهان
| سال               | میزبان            | نتیجه                                                                                       | Pld                  | W                    | OW                   | OL                   | L                    |
| ----------------- | ----------------- | ------------------------------------------------------------------------------------------- | -------------------- | -------------------- | -------------------- | -------------------- | -------------------- |
| ۲۰۰۴              | ریکیاویک          | مقام ۴۵ام (5ام در Division III)                                                             | ۴                    | ۰                    | ۰                    | ۰                    | ۴                    |
| ۲۰۰۵              | مکزیکوسیتی        | مقام ۴۵ام (5ام در Division III)                                                             | ۴                    | ۰                    | ۰                    | ۰                    | ۴                    |
| ۲۰۰۶              | ریکیاویک          | مقام ۴۳ام (3ام در Division III)                                                             | ۴                    | ۲                    | ۰                    | ۰                    | ۲                    |
| ۲۰۰۷              | دانداک            | انصراف از tournament                                                                        | انصراف از tournament | انصراف از tournament | انصراف از tournament | انصراف از tournament | انصراف از tournament |
| ۲۰۰۸              | سارایوو           | انصراف از tournament; به مدت ۲ سال تعلیق شد (Both games counted as 5–0 forfeits)            | ۲                    | ۰                    | ۰                    | ۰                    | ۲                    |
| ۲۰۰۹              | دنیدن             | تعلیق شد                                                                                    | تعلیق شد             | تعلیق شد             | تعلیق شد             | تعلیق شد             | تعلیق شد             |
| ۲۰۱۰              | ایروان            | Records expunged from tournament; suspended indefinitely (All games marked as 5–0 forfeits) | ۵                    | ۰                    | ۰                    | ۰                    | ۵                    |
| 2011 through ۲۰۱۵ | 2011 through ۲۰۱۵ | تعلیق شد                                                                                    | تعلیق شد             | تعلیق شد             | تعلیق شد             | تعلیق شد             | تعلیق شد             |
| 2016 through ۲۰۲۳ | 2016 through ۲۰۲۳ | شرکت نکرد                                                                                   | شرکت نکرد            | شرکت نکرد            | شرکت نکرد            | شرکت نکرد            | شرکت نکرد            |

## رکورد تمامی ادوار در مقابل دیگر کشورها
As of 17 April 2025
| تیم             | GP | W | T | L  | GF | GA  |
| --------------- | -- | - | - | -- | -- | --- |
| بوسنی و هرزگوین | ۱  | ۰ | ۰ | ۱  | ۰  | ۵   |
| گرجستان         | ۱  | ۱ | ۰ | ۰  | ۲۲ | ۱   |
| یونان           | ۱  | ۰ | ۰ | ۱  | ۰  | ۵   |
| ایسلند          | ۲  | ۰ | ۰ | ۲  | ۴  | ۳۵  |
| ایران           | ۱  | ۱ | ۰ | ۰  | ۸  | ۰   |
| جمهوری ایرلند   | ۳  | ۱ | ۰ | ۲  | ۸  | ۳۸  |
| کویت            | ۱  | ۰ | ۰ | ۱  | ۴  | ۵   |
| لوکزامبورگ      | ۲  | ۱ | ۰ | ۱  | ۱۳ | ۴۴  |
| مالزی           | ۱  | ۱ | ۰ | ۰  | ۲۴ | ۳   |
| مکزیک           | ۲  | ۰ | ۰ | ۲  | ۰  | ۶۵  |
| مغولستان        | ۱  | ۰ | ۰ | ۱  | ۰  | ۵   |
| کرهٔ شمالی       | ۲  | ۰ | ۰ | ۲  | ۰  | ۱۰  |
| آفریقای جنوبی   | ۲  | ۰ | ۰ | ۲  | ۱  | ۳۸  |
| ترکیه           | ۲  | ۰ | ۰ | ۲  | ۴  | ۱۹  |
| ازبکستان        | ۱  | ۱ | ۰ | ۰  | ۳  | ۲   |
| مجموع (۱۵)      | ۲۳ | ۶ | ۰ | ۱۷ | ۹۱ | ۲۷۵ |

## Current roster
Roster for the 2025 IIHF World Championship Division IV.
| No. | Position | Shoot/Catches | Name                                    | Date of birth               | Height                       | Weight                 | 2024–25 Club    |
| --- | -------- | ------------- | --------------------------------------- | --------------------------- | ---------------------------- | ---------------------- | --------------- |
| 3   | D        | L             | پتر لبدف A                              | ۱۹ مه ۱۹۸۴                  | ۱۷۹ سانتیمتر (۵ فوت ۱۰ اینچ) | ۹۸ کیلوگرم (۲۱۶ پوند)  | پیونیک ایروان   |
| 4   | D        | L             | ادوارد مالاکیان C                       | ۱۶ نوامبر ۲۰۰۰              | ۱۸۹ سانتیمتر (۶ فوت ۲ اینچ)  | ۹۶ کیلوگرم (۲۱۲ پوند)  | پیونیک ایروان   |
| 5   | F        | R             | پاول یغیازاریان                         | ۷ ژانویه ۱۹۷۹               | ۱۸۲ سانتیمتر (۶ فوت ۰ اینچ)  | ۹۰ کیلوگرم (۲۰۰ پوند)  | پغپغنر ایروان   |
| 8   | F        | L             | ایگور کریویخ                            | ۱۲ سپتامبر ۱۹۹۹             | ۱۸۴ سانتیمتر (۶ فوت ۰ اینچ)  | ۹۱ کیلوگرم (۲۰۱ پوند)  | پیونیک ایروان   |
| 9   | D        | L             | ساموئل داوتیان                          | ۹ آوریل ۱۹۹۹                | ۱۸۹ سانتیمتر (۶ فوت ۲ اینچ)  | ۱۲۹ کیلوگرم (۲۸۴ پوند) | پغپغنر ایروان   |
| 10  | D        | L             | آرمان ینوکیان                           | ۲۸ ژانویه ۱۹۹۵              | ۱۸۰ سانتیمتر (۵ فوت ۱۱ اینچ) | ۱۲۰ کیلوگرم (۲۶۰ پوند) | شیران           |
| 16  | D        | L             | آلکسی ایوانوف                           | ۲۱ سپتامبر ۱۹۹۵             | ۱۹۰ سانتیمتر (۶ فوت ۳ اینچ)  | ۹۴ کیلوگرم (۲۰۷ پوند)  | پیونیک ایروان   |
| 17  | F        | L             | آرسن هامبارتسومیان (بازیکن هاکی روی یخ) | ۹ سپتامبر ۱۹۹۸              | ۱۶۹ سانتیمتر (۵ فوت ۷ اینچ)  | ۷۰ کیلوگرم (۱۵۰ پوند)  | شیران           |
| 19  | F        | L             | آلبرت گئورگیان                          | ۲۹ ژانویه ۱۹۹۳              | ۱۸۰ سانتیمتر (۵ فوت ۱۱ اینچ) | ۸۵ کیلوگرم (۱۸۷ پوند)  | شیران           |
| 20  | GK       | L             | هاروتیون بالویان                        | ۲۲ اوت ۱۹۸۹                 | ۱۷۲ سانتیمتر (۵ فوت ۸ اینچ)  | ۶۰ کیلوگرم (۱۳۰ پوند)  | پیونیک ایروان   |
| 21  | F        | L             | اریک میکائلیان                          | ۷ فوریه ۲۰۰۳                | ۱۷۵ سانتیمتر (۵ فوت ۹ اینچ)  | ۸۵ کیلوگرم (۱۸۷ پوند)  | شیران           |
| 22  | F        | L             | آرتم کوزنتسف\|۱۹ ژوئیه ۱۹۹۲             | ۱۷۳ سانتیمتر (۵ فوت ۸ اینچ) | ۹۶ کیلوگرم (۲۱۲ پوند)        | شیران                  |                 |
| 25  | F        | L             | ماکسیم کوزنتسف A                        | ۲۹ مه ۱۹۸۹                  | ۱۷۶ سانتیمتر (۵ فوت ۹ اینچ)  | ۸۰ کیلوگرم (۱۸۰ پوند)  | شیران           |
| 51  | F        | L             | والنتین کووالنکو                        | ۳۱ مه ۲۰۰۱                  | ۱۸۳ سانتیمتر (۶ فوت ۰ اینچ)  | ۸۳ کیلوگرم (۱۸۳ پوند)  | پیونیک ایروان   |
| 61  | F        | L             | آرسن آساطریان                           | ۶ مارس ۲۰۰۶                 | ۱۸۴ سانتیمتر (۶ فوت ۰ اینچ)  | ۸۰ کیلوگرم (۱۸۰ پوند)  | پیونیک ایروان   |
| 66  | F        | L             | سرگئی کوزمینوف                          | ۸ ژوئیه ۱۹۷۸                | ۱۸۸ سانتیمتر (۶ فوت ۲ اینچ)  | ۸۵ کیلوگرم (۱۸۷ پوند)  | پغپغنر ایروان   |
| 69  | GK       | L             | آرتم پوتولیان                           | ۲۸ اکتبر ۲۰۰۳               | ۱۷۶ سانتیمتر (۵ فوت ۹ اینچ)  | ۷۸ کیلوگرم (۱۷۲ پوند)  | پغپغنر ایروان   |
| 77  | F        | L             | سرگئی خودیاکوف (بازیکن هاکی روی یخ)     | ۷ ژانویه ۱۹۹۹               | ۱۸۵ سانتیمتر (۶ فوت ۱ اینچ)  | ۷۶ کیلوگرم (۱۶۸ پوند)  | پغپغنر ایروان   |
| 96  | GK       | L             | دمیتری مازانکو                          | ۲۱ مارس ۱۹۸۷                | ۱۷۱ سانتیمتر (۵ فوت ۷ اینچ)  | ۸۳ کیلوگرم (۱۸۳ پوند)  | Peppers Yerevan |
| 97  | F        | R             | تیگران مانوکیان                         | ۳۰ ژانویه ۱۹۹۷              | ۱۶۹ سانتیمتر (۵ فوت ۷ اینچ)  | ۷۵ کیلوگرم (۱۶۵ پوند)  | پینویک ایروان   |
| 99  | F        | L             | سیران ساقاتلیان                         | ۵ اکتبر ۱۹۹۹                | ۱۸۲ سانتیمتر (۶ فوت ۰ اینچ)  | ۸۲ کیلوگرم (۱۸۱ پوند)  | BKMA Yerevan    |

## یادداشت
1. 1 2
2. 1 2 3